# Vodafone 702NK
Vodafone 702NK（ボーダフォン 702NK）はノキアが製造し、ボーダフォン日本法人（現ソフトバンクモバイル）が2004年12月に発売したW-CDMA通信方式のVodafone 3G（現SoftBank 3G）サービスを利用可能なスマートフォン。
日本国外でNokia 6630として発売されているものを日本語化し、ボーダフォン向けのカスタマイズを行っている。
OSはNokia 6630と同じくSymbianOS 8.0a （S60 2nd）。

## 概要
日本ではソフトバンクモバイルのSoftBank 3Gネットワーク（W-CDMA方式）を使用する。日本国外ではソフトバンクモバイルが契約した現地キャリアのネットワーク (W-CDMA/GSM) を使用して国際ローミングを行う。この端末はSIMカードを採用しているが、SIMロックが掛かっているため、他キャリアのSIMカードを挿しても使用することはできない。
しかし最近、SIMロックを解除する方法が発見され、国内外（auを除く）他キャリアのSIMカードを挿して使用することができるようになった。このため、オークション等での価格が上昇傾向にある。
本端末で各種のパケット通信を行う際に、ソフトバンクモバイルのパケット定額制の対象とならない場合があるので注意が必要である。
E-mailクライアント機能、S!アプリ以外のJavaアプリケーションやネイティブアプリケーション（OperaやNetFrontを含む）による通信、PC/PDAを接続してのデータ通信などは定額対象とならない。
セキュリティ上の理由により、通常の方法でインストールできるネイティブアプリケーションは、ノキアかSymbianの認証をパスした電子署名のあるもの（極めて少ない）に限られている（Javaアプリケーションについてはそのような制限はない）。
しかし、ユーザーの手によって、電子署名のないアプリケーションをインストールするテクニックが開発され、若干手間はかかるものの実質的に問題なくインストールできるようになっている。
付属品はACアダプタ（充電器）と電池の他にステレオヘッドフォンとUSBケーブルがあり、標準セットのみで音楽再生やPC接続を利用可能。
発売開始から3年以上経つが、根強い人気があった。
なお、総務省の無線設備のスプリアス発射強度の許容値に係る技術基準の改正により、本機種は技適失効となるため、2015年12月1日以降日本国内では使用禁止となった。
| 主な対応サービス | 主な対応サービス | 主な対応サービス | 主な対応サービス |
| ---------------- | ---------------- | ---------------- | ---------------- |
| サークルトーク   | ホットステータス | Yahoo!mocoa      | S!ループ         |
| S!タウン         | ライブモニター   | S!CAST           | S!FeliCa         |
| S!ケータイ動画   | PCサイトブラウザ | 電子コミック     | S!アプリ注※      |
| 着うた           | アレンジメール   | S!アドレスブック | 3Gお天気アイコン |
| レコメール       | TVコール         | 国際ローミング   | S!GPSナビ        |

※QVGAは対応していない

## 欠陥
2007年8月に電池パックの欠陥（BL-5C。ボーダフォン型番では「NMBF01」に相当）が発表され、回収・交換が行われている。